# Aglaoschema
Aglaoschema is een kevergeslacht uit de familie van de boktorren (Cerambycidae). De wetenschappelijke naam van het geslacht werd voor het eerst geldig gepubliceerd in 1994 door Napp.

## Soorten
Aglaoschema omvat de volgende soorten:
- Aglaoschema acauna Napp, 2008
- Aglaoschema albicorne (Fabricius, 1801)
- Aglaoschema apixara Napp, 2007
- Aglaoschema basale (Melzer, 1933)
- Aglaoschema camusi Dalens, Tavakilian & Touroult, 2010
- Aglaoschema collorata (Napp, 1993)
- Aglaoschema concolor (Gounelle, 1911)
- Aglaoschema cyaneum (Pascoe, 1860)
- Aglaoschema dulce (Napp & Martins, 1988)
- Aglaoschema erythrocephala (Napp & Martins, 1988)
- Aglaoschema geoffroyi Dalens, Tavakilian & Touroult, 2010
- Aglaoschema haemorrhoidale (Germar, 1824)
- Aglaoschema inca Napp, 2007
- Aglaoschema mimos Napp, 2008
- Aglaoschema mourei (Napp, 1993)
- Aglaoschema potiguassu Napp, 2008
- Aglaoschema prasinipenne (Lucas, 1859)
- Aglaoschema prasiniventre (Gounelle, 1911)
- Aglaoschema quieci Dalens, Tavakilian & Touroult, 2010
- Aglaoschema rondoniense Napp, 2008
- Aglaoschema ruficeps (Bates, 1870)
- Aglaoschema rufiventre (Germar, 1824)
- Aglaoschema tarnieri (Bates, 1870)
- Aglaoschema ventrale (Germar, 1824)
- Aglaoschema vinolenta Dalens, Tavakilian & Touroult, 2010
- Aglaoschema violaceipenne (Aurivillius, 1897)
- Aglaoschema viridipenne (Thomson, 1861)